# Polygrammodes cuneatalis
Polygrammodes cuneatalis là một loài bướm đêm trong họ Crambidae.